# Vlag van Zaventem
De vlag van Zaventem werd door de gemeenteraad op 25 mei 1981 officieel vastgesteld als de gemeentelijke vlag van de Vlaams-Brabantse gemeente Zaventem. Op 16 juli 1981 werd hij door het koninklijk besluit bevestigd en uiteindelijk gepubliceerd op 5 september 1981 en opnieuw op 4 januari 1995 in het officiële Belgisch Staatsblad.
Officieel wordt de vlag beschreven als:
Drie even hoge banen van geel, van blauw en van wit, met op het blauw een everkop van natuurlijke kleur met witte slagtanden
De vlag is een combinatie van de voormalige vlaggen van Zaventem, Nossegem en Sint-Stevens-Woluwe (blauw en geel) en van Sterrebeek (blauw en wit). De everkop is afkomstig van de banier dat afgebeeld staat op het voormalige wapen van Zaventem.

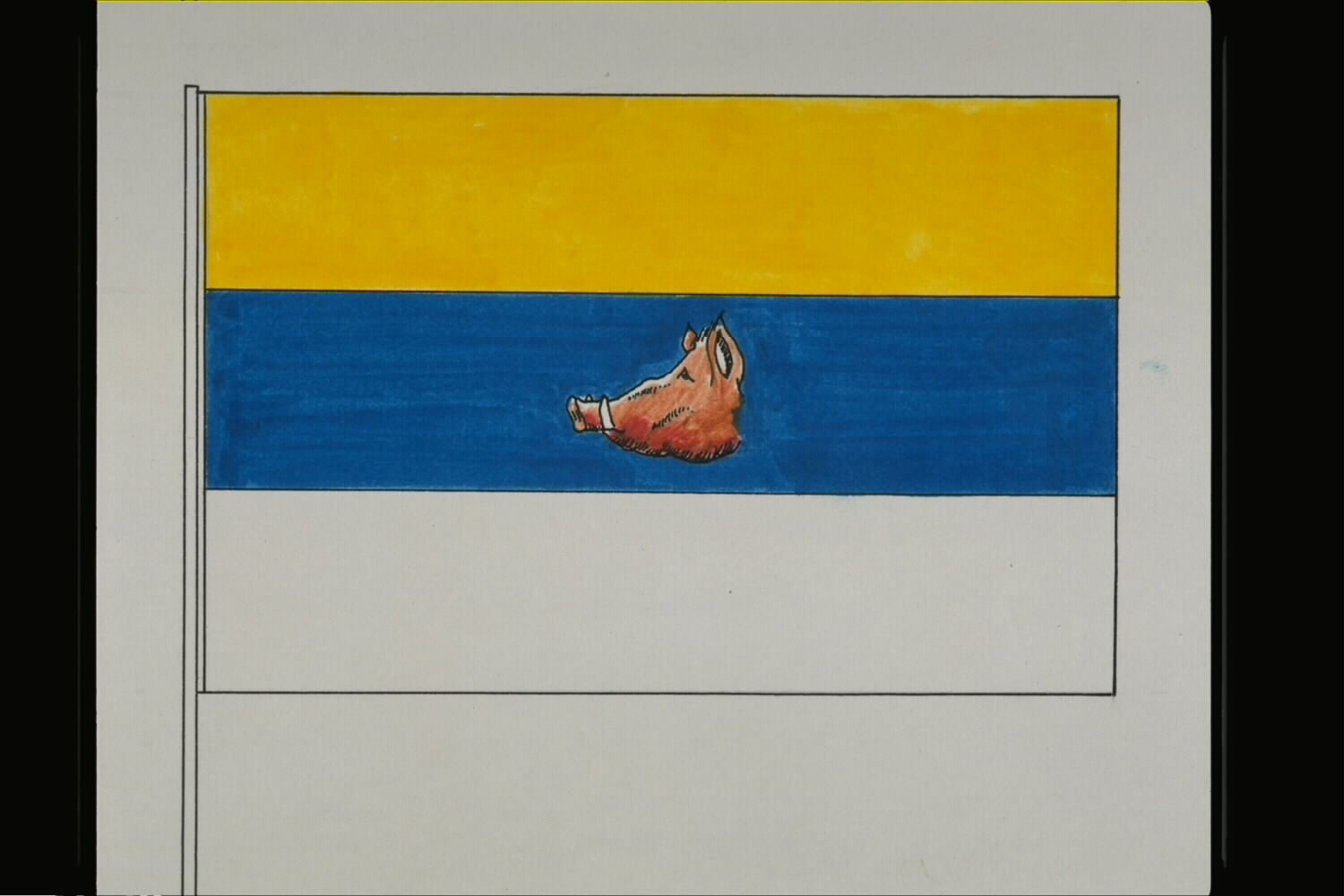
Officiële tekening van de vlag